# Воздушные приключения
«Воздушные приключения» (Эти великолепные мужчины на их летательных аппаратах, или Как я долетел от Лондона до Парижа за 25 часов 11 минут) (англ. Those Magnificent Men in Their Flying Machines or How I Flew from London to Paris in 25 hours 11 minutes) — британская кинокомедия 1965 года в стиле «роуд-муви», снятая режиссёром Кеном Эннакином.
Фильм шёл в советском прокате в 1968 году в дубляже киностудии «Мосфильм» (режиссёр дубляжа — Е.Алексеев)

## Сюжет
1910 год. Газетный магнат лорд Ронслей, желая доказать, что Великобритания № 1 не только на море, но и в воздухе, назначает приз в 10 тысяч фунтов тому, кто выиграет авиагонку через Ла-Манш, организованную газетой «Дейли пост» (Daily Post). 
В борьбу за приз вступают 
американский ковбой Орвил Ньютон, сразу влюбившийся в дочь лорда Патрисию, 
бравый лейтенант британских военно-воздушных сил и жених Патрисии Ричард Мейс, 
злодей-англичанин сэр Персивал Уэр-Эрмитаж, 
вечно влюбленный француз Пьер Дюбуа, 
фанатичный немецкий полковник фон Гольштейн, 
итальянский граф Эмилио Понтичелли и 
японский военный пилот Ямамото. 
Им предстоит преодолеть маршрут из Лондона, через Кале, в Париж. Пилоты и их машины, не выдержав испытаний, один за другим выходят из гонки...

## Роли исполняли и дублировали
- Стюарт Уитман (Феликс Яворский) — Орвил Ньютон
- Сара Майлз (Надежда Румянцева) — Патрисия Ронслей
- Джеймс Фокс (Вячеслав Тихонов) — Ричард Мейс
- Альберто Сорди (Артём Карапетян) — граф Эмилио Понтичелли
- Роберт Морли (Сергей Цейц) — лорд Ронслей
- Герт Фрёбе (Евгений Весник) — полковник Манфред фон Гольштейн
- Жан-Пьер Кассель (Александр Белявский) — Пьер Дюбуа
- Ирина Демик — Брижитт/Марлена/Ингрид/Франсуаза/Иветта/Бетти
- Эрик Сайкс (Николай Граббе) — Кортни
- Ред Скелтон — авиатор
- Терри-Томас (Зиновий Гердт) — сэр Перси Уэр-Эрмитаж
- Бенни Хилл — пожарник Перкинс
- Юдзиро Исихара — Ямамото
- Флора Робсон — настоятельница
- Карл Майкл Воглер — капитан Румпелштосс
- Сэм Уонамейкер — Джордж Грубер
- Гордон Джексон — Макдугал

Текст от автора читает Ростислав Плятт

## Награды и номинации
В 1966 году фильм был номинирован на «Оскар» в категории «Лучший оригинальный сценарий» (Джек Дэвис, Кен Эннакин) и на премию «Золотой глобус» в категориях «Лучший кинофильм (мюзикл или комедия)», «Лучший актёр (мюзикл или комедия)» (Альберто Сорди), «Самое многообещающее открытие года среди актёров» (Джеймс Фокс). Также фильм был номинирован на премию BAFTA в категориях «Лучший британский художник-постановщик (цветной фильм)» (Томас Моран), «Лучший британский оператор (цветной фильм)» (Кристофер Чаллис) и выиграл приз в категории «Лучшие британские костюмы (цветной фильм)» (Осберт Ланкастер, Дина Грит).

## Дополнительные факты
- Четыре года спустя Кен Эннакин снял продолжение под названием «Бросок в Монте-Карло» (англ. Monte Carlo or Bust or Those Daring Young Men in Their Jaunty Jalopies), в которой появляются некоторые актёры первого фильма в роли детей своих персонажей. Вторая картина была посвящена автомобильным гонкам.
- Для фильма было специально построено 20 точных копий самолётов 1910-х годов в натуральную величину, включая монопланы, бипланы и трипланы. Для изготовления моделей были использованы оригинальные материалы, за исключением более безопасных моделей двигателей. 6 из 20 моделей действительно были способны летать.[2]

## Технические данные
- Цветной
- Звуковой (6-канальный стереозвук)
- Широкоформатный